# Australisk grodmun
Australisk grodmun (Podargus strigoides) är en australisk fågel i familjen grodmunnar. Den förekommer i Australien. Beståndet anses vara livskraftigt.

## Utseende
Australisk grodmun är en välkamouflerad fågel vars fjäderdräkt smälter in i barken i de träd den tar dagkvist i. Ögat är bjärt gult och näbben stor och "grodlik", med borst ovan som bara är något bandade. Den är vanligen grå till färgen, men vissa underarter verkar mera rostfärgade.

## Utbredning och systematik
Australisk grodmun förekommer som namnet avslöjar i Australien. Den delas in i tre underarter med följande utbredning:
- Podargus strigoides phalaenoides – förekommer i norra Australien (norr om latitud 20°S)
- Podargus strigoides brachypterus – förekommer på australiska fastlandet väster om bergskedjan Great Dividing Range
- Podargus strigoides strigoides – förekommer i Australien, öster Great Dividing Range, och på Tasmanien

## Levnadssätt
Australisk grodmun anses vara Australiens mest bekanta nattlevande fågel. Den förekommer i en rad olika miljöer och är vanlig till och med i förstäders trädgårdar och parker.

## Status
Arten har ett stort utbredningsområde och beståndet anses stabilt. Internationella naturvårdsunionen IUCN listar den därför som livskraftig (LC).

## Bilder

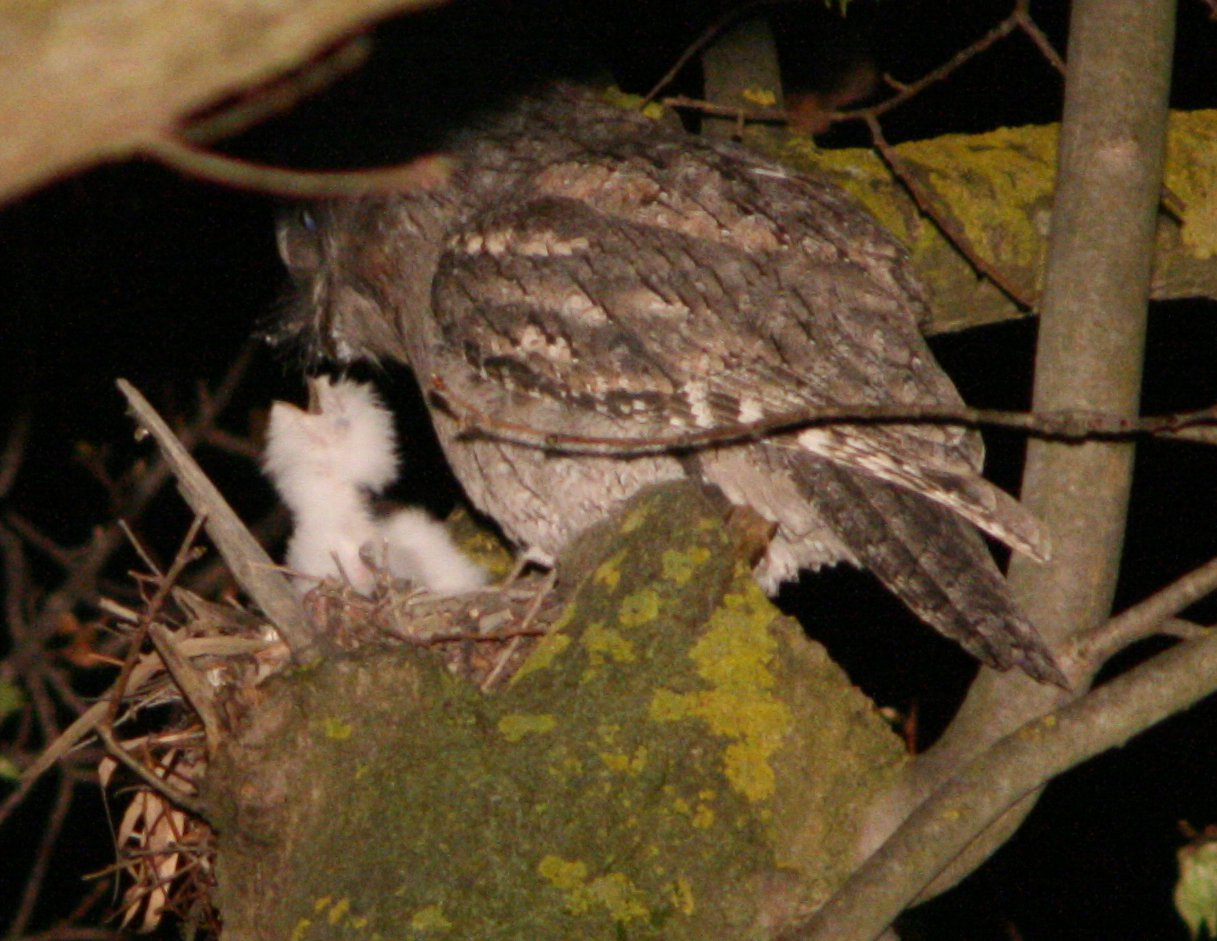
Häckning
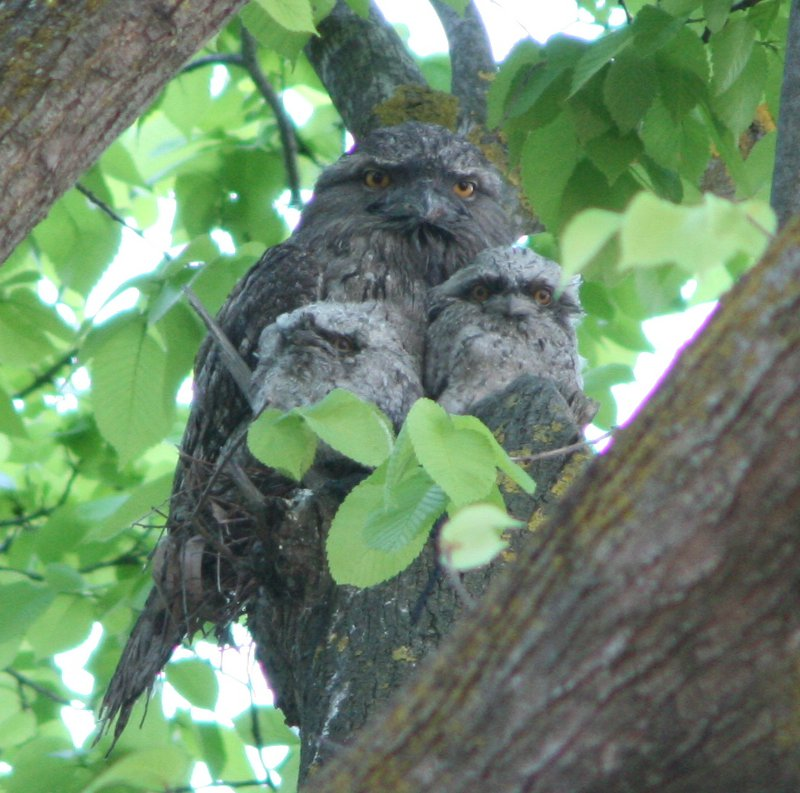
Med ungar
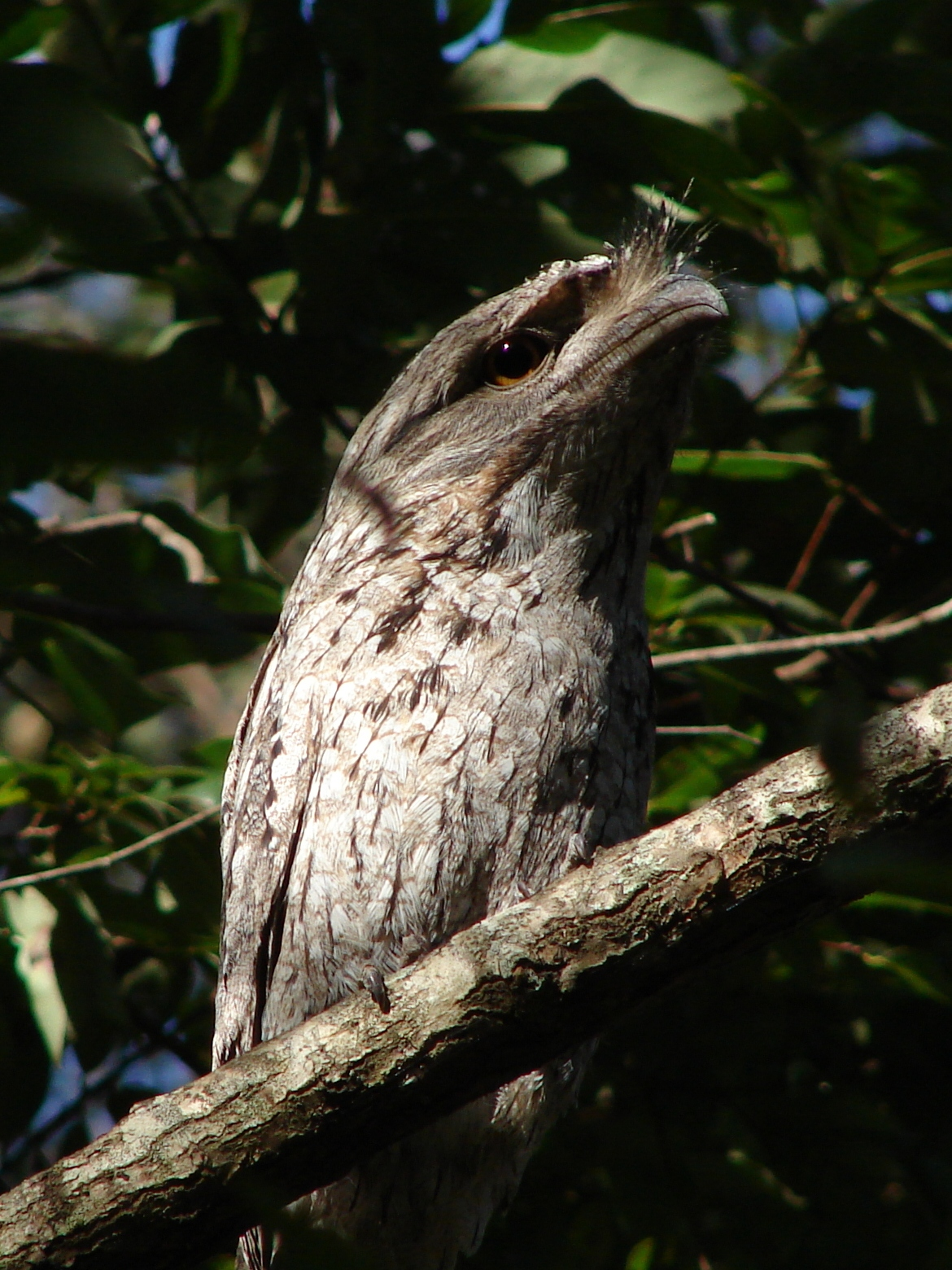
I Brisbane
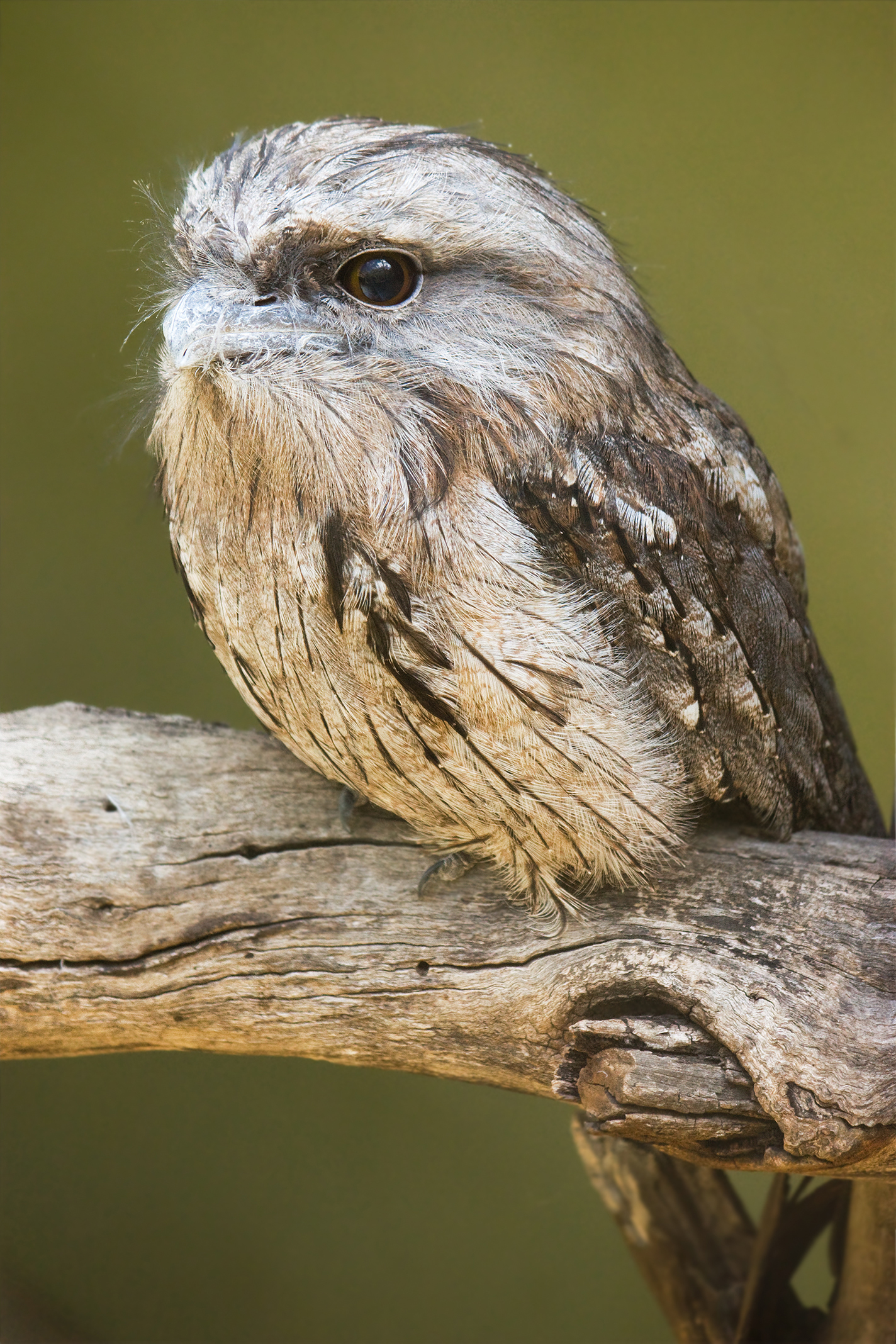
Ssp. strigoides på Tasmanien
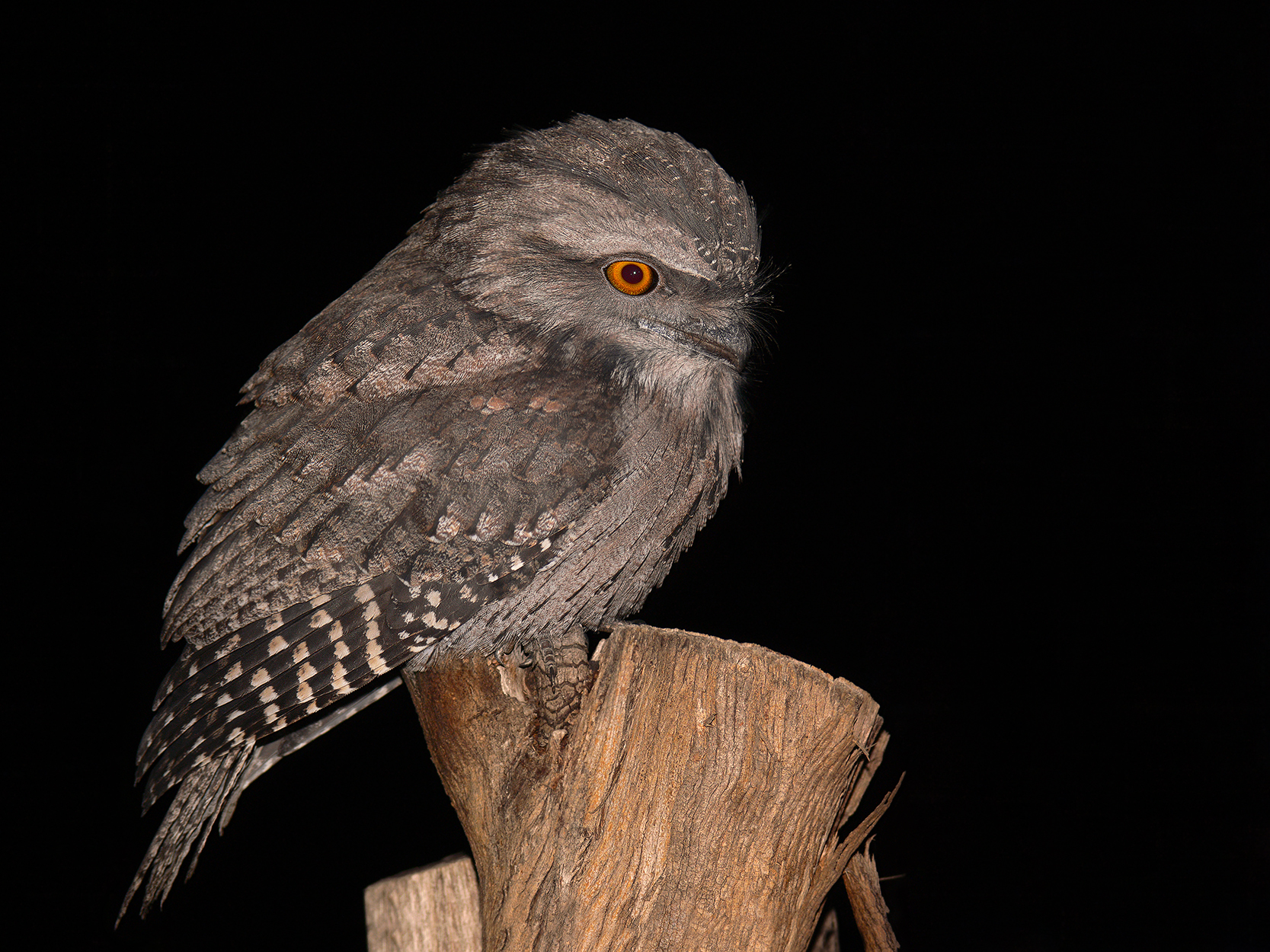
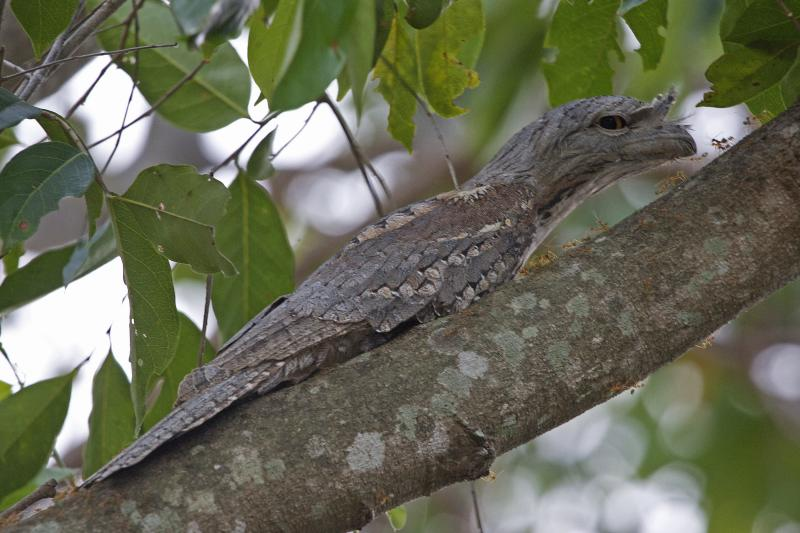
Ssp. phalaenoides som intar camouflageställning
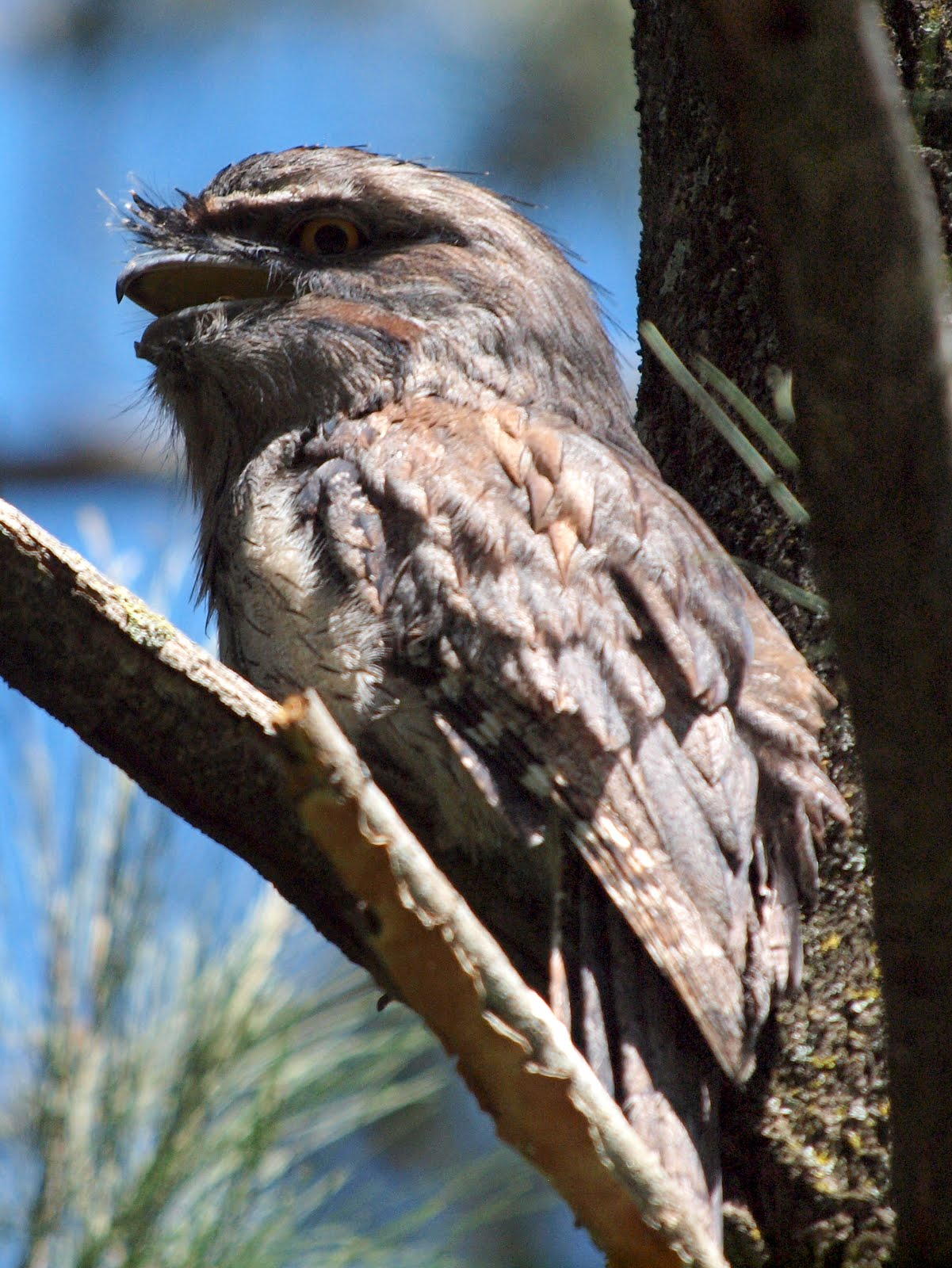
I Canberra
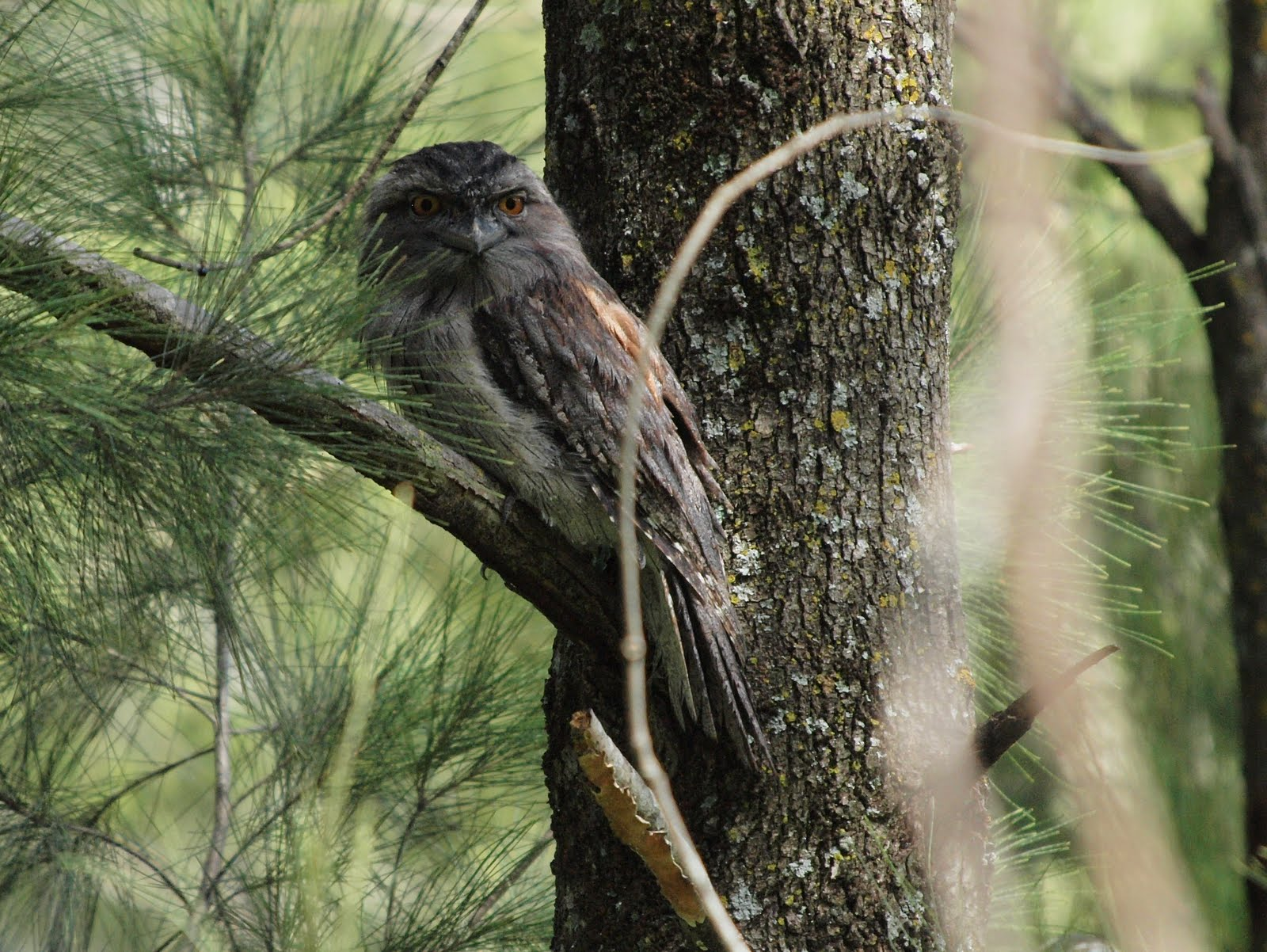